# Karaops francesae
Espèce
Karaops francesae est une espèce d'araignées aranéomorphes de la famille des Selenopidae.

## Distribution
Cette espèce est endémique du Sud de l'Australie-Occidentale,. Elle se rencontre près de la côte au Great Southern et dans l'Ouest du Goldfields-Esperance.

## Description
Le mâle holotype mesure 5,15 mm et la femelle paratype 5,87 mm.

## Étymologie
Cette espèce est nommée en référence à Frances Harvey, la fille de Mark Stephen Harvey.

## Publication originale
- Crews & Harvey, 2011 : The spider family Selenopidae (Arachnida, Araneae) in Australasia and the Oriental region. ZooKeys, no 99, p. 1-103 (texte intégral).